# Piotr Pniak
Piotr Pniak, pseud. Pniaq (ur. 31 marca 1971) – polski perkusista. Absolwent Akademii Muzycznej w Łodzi. Od 2000 roku jej wykładowca – adiunkt. Pniak współpracował m.in. z takimi wykonawcami i grupami muzycznymi jak: Proletaryat, Virgin, Reni Jusis, Patrycja Markowska, Moskwa, Małgorzata Ostrowska, Magda Femme i Wojciech Pilichowski.
Autor publikacji z zakresu gry na perkusji w czasopismach "Gitara, Bas i Bębny", "Topdrummer" i "Perkusista".
Od 2015 roku związany z największą szkołą perkusyjną w Polsce – Drum School.

## Dyskografia
| Proletaryat - Czarne Szeregi (1993) - Tour 1993 (1994) - IV (1994) - Zuum (1996) Sidney Polak - Sidney Polak (2004) - Cyfrowy styl życia (2009) |  | Pozostałe - P.A.I.N. – Perverse and industrial nightmare (2001) - Patrycja Markowska – Będę silna (2001) - Virgin – Virgin (2002) - Nowa Energia – Reinkarnacja (2003) - AmetriA – Piątek3nastego (2004) - LSD Project – Out Of The Box (2008) |

## Wideografia
- Najmodniejsze rytmy (1998, VHS, Professional Music Press)[11]
- Bas i bebny (2000, VHS, Professional Music Press)[12]
- Dr. Loop (2001, VHS, Professional Music Press)[13]

## Instrumentarium
| Bębny SONOR - 12" x 5" PROLITE – werbel - 14" x 6,5" PROLITE – werbel - 8" x 7" Tom-tom - 10" x 9" Tom-tom - 12" x 10" Tom-tom - 13" x 11" Tom-tom - 16x16" Floor tom - 22" x 18" Bass drum |  | Talerze perkusyjne Zildjian - 12" A Oriental China - 14" A Custom Hi-Hat - 16" K Custom Crash - 18" A Custom Crash - 8" A Custom Splash - 12" A Custom Splash - 6" A Custom Splash - 20" K Custom Ride - 14" A Custom Hi-Hat - 15" K Custom Crash - 19" A Custom Crash - 20" A Oriental China - 18" K Crash Ride - 20" K Crash Ride - 19" A Custom crash - 24" K Light Ride - 15" K Light Hihat - 6, 9" Zilbells - 7,5" Volcano Zilbell - Zildjian FX cymbals - Zildjian Gongs - Zildjian Sticks n Mallets |